# Список кардиналов, возведённых папой римским Пием V

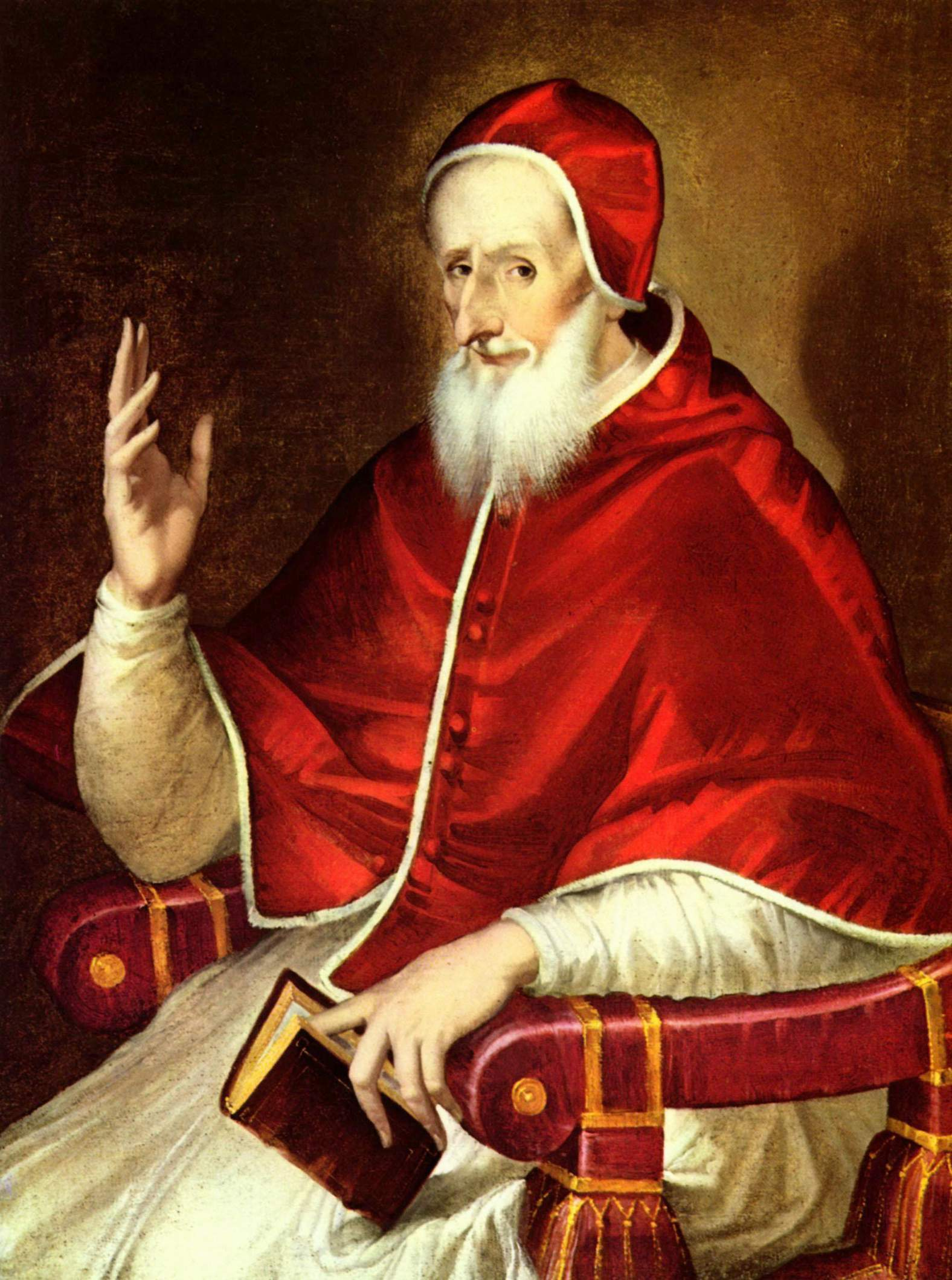
Папа Пий V

Кардиналы, возведённые Папой римским Пием V — 16 прелатов и клириков были возведены в сан кардинала на трёх Консисториях за шестилетний понтификат Пия V.
Самой крупной консисторией была Консистория от 17 мая 1570 года, на которой было возведено шестнадцать кардиналов.

## Консистория от 6 марта 1566 года
- Микеле Бонелли, O.P., внучатый племянник Его Святейшества (Папская область).

## Консистория от 24 марта 1568 года
- Диего Эспиноса Аревало, епископ Сигуэнсы, председатель королевского совета короля Испании Филиппа II (Испания);
- Жером Сушье, O.Cist., аббат Клерво и Сито, генеральный настоятель своего ордена (Франция);
- Джанпаоло делла Кьеза, референдарий Трибунала Апостольской Сигнатуры Справедливости (Папская область);
- Антонио Карафа, апостольский протонотарий, каноник Ватиканской патриаршей базилики (Папская область).

## Консистория от 17 мая 1570 года
- Маркантонио Маффеи, архиепископ Кьети, датарий Его Святейшества (Папская область);
- Гаспар Сервантес де Гаэта, архиепископ Таррагоны (Испания);
- Джулио Антонио Санторио, архиепископ Санта-Северины (Папская область);
- Пьердонато Чези старший, бывший администратор Нарни, клирик Апостольской Палаты (Папская область);
- Карло Грасси, епископ Монтефьясконе, клирик Апостольской Палаты, губернатор Рима и вице-камерленго Святой Римской Церкви (Папская область);
- Шарль д’Анжен де Рамбуйе, епископ Ле-Мана, посол Франции при Святом Престоле (Франция);
- Феличе Перетти ди Монтальто, O.F.M.Conv., епископ Сант-Агата-де-Готи (Папская область);
- Джованни Альдобрандини, епископ Имолы (Папская область);
- Джироламо Рустикуччи, личный секретарь Его Святейшества, апостольский протонотарий (Папская область);
- Джулио Аквавива д’Арагона, референдарий Трибуналов Апостольской Сигнатуры Справедливости и Милости (Папская область);
- Гаспар де Суньига-и-Авильянеда, архиепископ Севильи (Испания);
- Николя де Пеллеве, архиепископ Санса (Франция);
- Арканджело Бьянки, O.P., епископ Теано (Неаполитанское королевство);
- Паоло Бурали д’Ареццо, Theat., епископ Пьяченцы (Пармское герцогство);
- Винченцо Джустиниани, O.P., генеральный магистр ордена проповедников (Папская область);
- Джованни Джироламо Альбани, апостольский протонотарий, губернатор Марки (Папская область).